# Minczo Paszow
Minczo Georgiew Paszow (bułg. Минчо Георгиев Пашов, ur. 7 listopada 1961 w Sziszmancach, zm. 15 listopada 2019 w Płowdiwie) – bułgarski sztangista, brązowy medalista olimpijski i czterokrotny medalista mistrzostw świata.

## Kariera
Pierwszy sukces w karierze osiągnął w 1980 roku, kiedy podczas igrzysk olimpijskich w Moskwie zdobył brązowy medal w wadze lekkiej (do 67,5 kg). W zawodach tych lepsi byli tylko jego rodak, Janko Rusew oraz Joachim Kunz z NRD. Został tym samym brązowym medalistą mistrzostw świata, gdyż w latach 1964-1984 igrzyska miały także rangę mistrzostw świata. Na rozgrywanych rok później mistrzostwach świata w Lille był drugi, rozdzielając Kunza i Francuza Daniela Seneta. Od 1982 roku startował w wadze średniej (do 75 kg), zdobywając srebrne medale podczas mistrzostw świata w Lublanie w 1982 roku i mistrzostw świata w Södertälje trzy lata później. W pierwszym przypadku wyprzedził go Rusew, a następnie lepszy był  kolejny Bułgar, Aleksandyr Wyrbanow. Ponadto wywalczył dwa srebrne medale na mistrzostwach Europy: w latach 1981 i 1982. 
W latach 1982–1984 pobił 3 oficjalne rekordy świata.